# Nemesia didieri
Nemesia didieri là một loài nhện trong họ Nemesiidae.
Nemesia didieri được Simon miêu tả khoa học lần đầu tiên năm 1892.